# Chaumont-Gistoux
Pour les articles homonymes, voir Chaumont.
Chaumont-Gistoux [ʃomɔ̃ʒistu] (en wallon Tchåmont-Djistou) est une commune francophone de Belgique située en Région wallonne dans la province du Brabant wallon.
Au 1er janvier 2025, sa population totale est de 11 894 habitants. La commune est arrosée par le Train, affluent de la Dyle.

## Géographie
Le Train est un ruisseau, affluent de la Dyle, donc sous-affluent de l'Escaut par le Rupel, prend sa source à Corroy et traverse les localités de Gistoux (Chaumont-Gistoux), Bonlez, Grez-Doiceau et Archennes où il se jette dans la Dyle.
Le Pisselet est un ruisseau, affluent de la Dyle, donc sous-affluent de l`Escaut par le Rupel. Prenant sa source à Vieusart (Chaumont-Gistoux), le Pisselet traverse les villages de Dion-le-Mont, Dion-le-Val, Doiceau et Gastuche (Grez-Doiceau) où il se jette dans la Dyle[réf. souhaitée].

Le 13 juillet 2021, le Train et le Pisselet débordent. Les pompiers du Brabant wallon comptabilisent 90 interventions sur le coup de 22 h 30, surtout dans les communes de Chaumont-Gistoux et d'Ottignies-Louvain-la-Neuve.
|                                  | Grez-Doiceau                 |         |
| Wavre Ottignies-Louvain-la-Neuve | Chaumont-Gistoux             | Incourt |
|                                  | Mont-Saint-Guibert - Walhain |         |

### Sections  de la commune
| # | Nom              | Superf. (km²) | Habitants (2020) | Habitants par km² | Code INS |
| - | ---------------- | ------------- | ---------------- | ----------------- | -------- |
| 1 | Chaumont-Gistoux | 13,54         | 4.066            | 300               | 25018A   |
| 2 | Corroy-le-Grand  | 12,78         | 1.861            | 146               | 25018B   |
| 3 | Dion-le-Mont     | 5,77          | 3.254            | 564               | 25018C   |
| 4 | Dion-le-Val      | 3,09          | 527              | 171               | 25018D   |
| 5 | Bonlez           | 8,67          | 1.122            | 129               | 25018E   |
| 6 | Longueville      | 4,48          | 801              | 179               | 25018F   |

## Démographie

### Démographie: Avant la fusion des communes
- Source: DGS recensements population

### Démographie: Commune fusionnée
En tenant compte des anciennes communes entraînées dans la fusion de communes de 1977, on peut dresser l'évolution suivante:
Les chiffres des années 1831 à 1970 tiennent compte des chiffres des anciennes communes fusionnées.
- Source: DGS , de 1831 à 1981=recensements population; à partir de 1990 = nombre d'habitants chaque 1 janvier

## Histoire

### Sites archéologiques
Les traces d'occupation les plus anciennes du territoire de la commune remontent au mésolithique. Un important site néolithique attribué à la culture de Michelsberg se situe au plateau des Bruyères, tout près du village de Gistoux. A proximité, dans le bois de Bonlez, se trouvent deux magnifiques tombelles circulaires à enceinte, attribuées à l'âge du bronze ancien. Des vestiges romains ont été découverts dans les villages de Corroy et de Dion.

### Histoire moderne
Jusqu'au XVIIIe siècle, les villages de Chaumont et Gistoux, ainsi que les terres environnantes, formaient un territoire de la principauté de Liège, enclavé dans le duché de Brabant. Au XIXe siècle, plusieurs moulins ont été construits sur le Train et ses affluents, le Ry des papeteries et le Ry du Pré Delcourt. Leur énergie motrice a ensuite permis le développement de papeteries et de linières. Ces activités se sont poursuivies jusque dans la première moitié du XXe siècle. La commune reste aujourd'hui un important centre de captage d'eau et d'exploitation du sable.

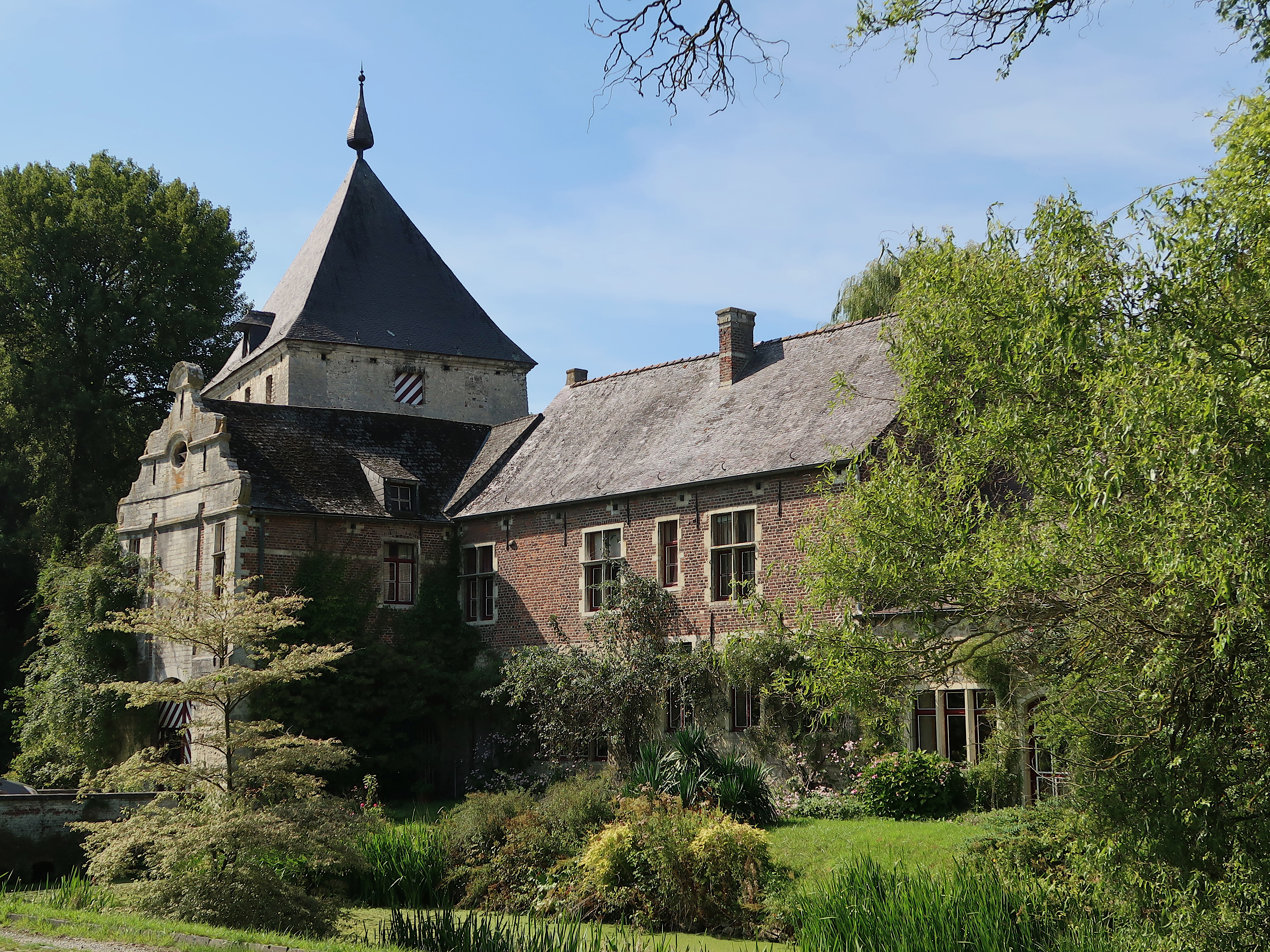
Château de Piétrebais avec donjon.
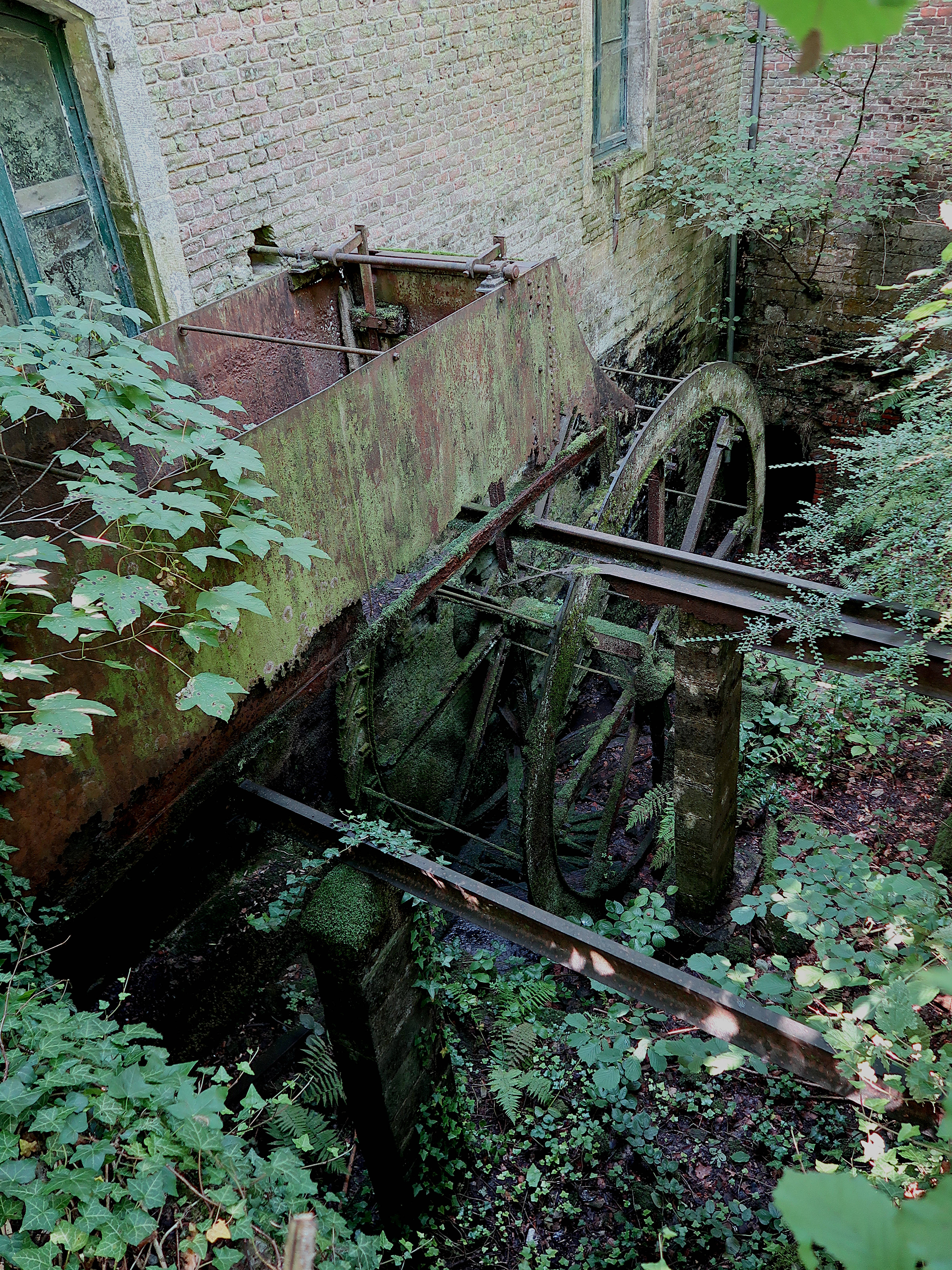
Moulin de la Chapelle (Biez).

## Héraldique
|  | L'entité née de la fusion des communes reprend les armoiries reconnues le 27 septembre 1909 à l'ancienne commune éponyme. Ce sont celles de la famille de Lummen. Blasonnement : De gueules au lion d'argent, la queue fourchue et passée en sautoir, armé, lampassé et couronné d'or, à une cotice de sable brochant sur le tout. - Délibération communale : 31 août 1995 - Arrêté de l'exécutif de la communauté : 11 septembre 1998 Source du blasonnement : Armoiries communales en Belgique. |
|  | Drapeau de Chaumont-Gistoux. Blasonnement : Coupé ondé rouge sur blanc DC 31 août 1995 - AE 11 septembre 1998 Source du blasonnement : Armoiries communales en Belgique. |

## Politique

### Résultats électoraux
| Résultats électoraux en sièges,                          | Résultats électoraux en sièges, | Résultats électoraux en sièges, | Résultats électoraux en sièges, | Résultats électoraux en sièges, | Résultats électoraux en sièges, | Résultats électoraux en sièges, | Résultats électoraux en sièges, |      |
| -------------------------------------------------------- | ------------------------------- | ------------------------------- | ------------------------------- | ------------------------------- | ------------------------------- | ------------------------------- | ------------------------------- | ---- |
| Liste                                                    | 1982                            | 1988                            | 1994                            | 2000                            | 2006                            | 2012                            | 2018                            | 2024 |
| Union communale (MR-CDH-indép. en 2006)                  | -                               | 14                              | 13                              | -                               | 9                               | -                               | -                               | -    |
| Avenir et renouveau communal (indép., diss. MR, PS, CDF) | -                               | -                               | -                               | -                               | -                               | 9                               | -                               | -    |
| Écolo                                                    | 1                               | 2                               | 2                               | 3                               | 3                               | 4                               | 5                               | 3    |
| PRL-MCC                                                  | -                               | -                               | -                               | 9                               | -                               | -                               | -                               | -    |
| Autrement (à majorité PS)                                | -                               | -                               | 4                               | 5                               | -                               | -                               | -                               | -    |
| Commun'Action (C.A., PSC/CDH)                            | -                               | -                               | -                               | 4                               | -                               | -                               | -                               | -    |
| Horizon 21 (H21, dissidents PRL)                         | -                               | -                               | -                               | 0                               | -                               | -                               | -                               | -    |
| Changer l'avenir (CA), Vivre ensemble (VE)               | 1 (CA)                          | 1 (VE)                          | -                               | -                               | -                               | -                               | -                               | -    |
| Horizon clair (HC)                                       | -                               | 0                               | -                               | -                               | -                               | -                               | -                               | -    |
| AC                                                       | 9                               | -                               | -                               | -                               | -                               | -                               | -                               | -    |
| Démocratie et Renouveau (DR)                             | 6                               | -                               | -                               | -                               | -                               | -                               | -                               | -    |
| UDRT                                                     | 0                               | -                               | -                               | -                               | -                               | -                               | -                               | -    |
| Avenir et Rassemblement Communal (ARC)                   | -                               | -                               | -                               | -                               | -                               | 11                              | 8                               | -    |
| Villages                                                 | -                               | -                               | -                               | -                               | -                               | 6                               | 8                               | 7    |
| Ensemble                                                 | -                               | -                               | -                               | -                               | -                               | -                               | -                               | 5    |
| Avec vous 1325                                           | -                               | -                               | -                               | -                               | -                               | -                               | -                               | 6    |
| Total                                                    | 17                              | 17                              | 19                              | 21                              | 21                              | 21                              | 21                              | 21   |

### Liste des bourgmestres
| Mandat           | Bourgmestre                          | Liste                                                           | parti                       | naissance-décès |
| 1970-2000        | André Docquier                       | Union communale (PSC-PRL-indép.; avec le PS aussi en 1988-1994) | indépendant (proche du PSC) | 1933 - 2003     |
| 2000-2006        | André Demoulin Mouvement réformateur | Union communale (PSC-PRL-indép.)                                | MR-PRL                      | 1935 - 2008     |
| 2006-2024        | Luc Decorte Mouvement réformateur    | ARC                                                             | MR depuis 2009              | 1956 -          |
| 2024-aujourd'hui | Philippe Barras Les Engagés          | VILLAGES                                                        | Les Engagés                 | ?               |

### Conseil et collège communal 2024-2030
Ci-dessous, le tableau des résultats des élections communales de 2024.
| Parti | Parti          | Voix (2024) | Voix (2018) | % (2024) | % (2018) | +/-    | Sièges | +/- | Collège |
| ----- | -------------- | ----------- | ----------- | -------- | -------- | ------ | ------ | --- | ------- |
|       | ECOLO          | 1.279       | 1.922       | 16,55%   | 24,75%   | 8.19 % | 3 / 21 | 2.0 | Oui     |
|       | Ensemble       | 1.964       | -           | 25,42%   | -        | 0.0 %  | 5 / 21 | 5.0 | Oui     |
|       | Avec vous 1325 | 2.120       | -           | 27,44%   | -        | 0.0 %  | 6 / 21 | 6.0 | Non     |
|       | VILLAGES       | 2.364       | 2.799       | 30,59%   | 36,04%   | 5.45 % | 7 / 21 | 1.0 | Oui     |
|       | ARC            | -           | 3.046       | -        | 39,22%   | 0.0 %  | - / 21 | 8.0 | Non     |
| Total | Total          | 7 727       | 7 767       | 100 %    | 100 %    |        | 21     |     |         |

| Collège communal   |                               |                        |
| ------------------ | ----------------------------- | ---------------------- |
| Bourgmestre        | Philippe Barras               | Les Engagés - VILLAGES |
| 1er Échevine       | Bérangère Aubecq              | MR - Ensemble          |
| 2e Échevine        | Christine Dotremont           | ECOLO                  |
| 3e Échevin         | Luc della Faille de Leverghem | VILLAGES               |
| 4e Échevin         | Pierre-Yves Docquier          | MR - MICS              |
| 5e Échevin         | Ravi Misra                    | VILLAGES               |
| Présidente du CPAS | Claire Charles-Escoyez        | VILLAGES               |

### Jumelages
- Saint-Jean-du-Gard (France)

## Patrimoine et culture

### Patrimoine architectural
- Liste du patrimoine immobilier classé de Chaumont-Gistoux

### Culture

#### Spécialités locales
Chaumont-Gistoux est réputée pour ses tartes au sucre.

## Personnalités liées à Chaumont-Gistoux
- L'écrivain néerlandais Edgar du Perron a vécu à Gistoux, où ses parents s'étaient installés en 1921.
- Jean Demannez, né le 15 février 1949 à Etterbeek et mort le 1er décembre 2021 à Chaumont-Gistoux, est un homme politique belge, bourgmestre de Saint-Josse-ten-Noode dans la Région de Bruxelles-Capitale de 1999 à 2012.
- Claire Coombs, née le 18 janvier 1974 à Bath, au Royaume-Uni, habitait Dion-le-Val, village de la commune de Chaumont-Gistoux ; est depuis 2003 l'épouse du prince Laurent, fils du roi Albert II et frère du roi Philippe de Belgique, et porte le titre de princesse de Belgique.